# Poesia de la consciència

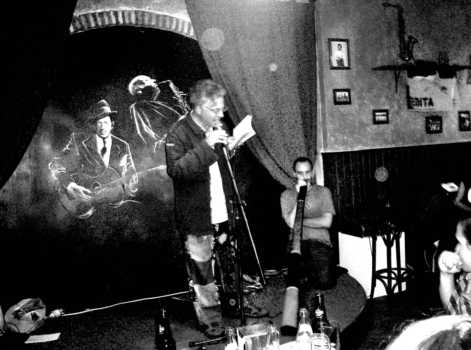
Antonio Orihuela recitant

Poesia de la consciència és el nom amb què es fa referència a un moviment emergent de la poesia espanyola de la dècada del 1990 les poètiques del qual practiquen una oposició al capitalisme en la seva fase global i postmoderna. Com a elements fundacionals cal tenir en compte la publicació del volum Poesía y poder, l'aparició a la revista Ínsula d'un monogràfic dedicat a «Los compromisos de la poesía española» i l'organització de les trobades anuals Voces del extremo a Moguer a càrrec del poeta i assagista Antonio Orihuela a través de la Fundació Juan Ramón Jiménez.
Tot i que el seu significat i abast són parcialment ambigus, aquest nom engloba tant les obres concretes de diversos autors, com als intents crítics d'organització d'una poètica teòrica general que aculli les diferents opcions estètiques i polítiques dels seus membres. Amb les mateixes pretensions, han estat utilitzats altres etiquetes com: poesia de la consciència crítica, escriptura del conflicte, nova poesia social, literatura activista, poesia en resistència o veus de l'extrem.
L'amplitud de el terme "poesia de la consciència" suposa la demarcació d'un grup de poetes amb clars interessos comuns i relacions intel·lectuals compartides. La convivència i cooperació d'aquest grup de poetes es fa evident en contemplar una vida creativa col·lectiva aglutinada al voltant de projectes comuns: antologies poètiques, organització de trobades, fòrums i pàgines web, referències creuades i col·laboracions en pràctiques d'escriptura col·lectiva. També comparteixen una clara, tot i que diversa, consideració anticapitalista de les pràctiques literàries. Isabel Pérez Montalbán, Jorge Riechmann, David Eloy Rodríguez i Luis Vea García en formen part, entre altres autories.